# Orthosia meridensis
Orthosia meridensis är en oleanderväxtart som först beskrevs av Morillo, och fick sitt nu gällande namn av Liede och Meve. Orthosia meridensis ingår i släktet Orthosia och familjen oleanderväxter. Inga underarter finns listade i Catalogue of Life.